# Мирза Галиб (фильм)
«Мирза Галиб» (урду مرزا غالب‎) — индийский фильм-биография, снятый режиссёром Сохрабом Моди в 1954 году. Главные роли в фильме исполнили Бхарат Бхушан и Сурайя. Сюжет рассказывает о жизни известного урду-язычного поэта Мирзы Галиба, в основном, об истории любви между поэтом и куртизанкой Чаудхвин. Песни на стихи Мирзы Галиба в фильме исполнили Сурайя, Талат Махмуд и Мохаммед Рафи.
По результатам проката фильм заработал статус «хит». Картина также была отмечена Национальной кинопремией как лучший фильм года. «Мирза Галиб» выходил в широкий прокат в СССР в 1956 году.

## Сюжет
Фильм показывает одну из сторон жизни Мирзы Галиба, в которой конфликт между любовью и лояльностью глубоко затронул чувства художника. Мирза Галиб не может произвести впечатление на мушайру при дворе императора Бахадур Шаха, но в то же время неосознанно завоевывает сердце Моти, искусной танцовщицы-домни. Однако, не поддавшаяся влиянию испытаний и страданиями, Моти решает уйти из жизни Мирзы, когда случай сводит её с верной женой поэта. Но Мирза, в итоге, устремляется к ней из тюрьмы, где его держали; настолько велика сила её любви. Видя его самоотверженность, и Моти умирает счастливой рядом с любимым.

## В ролях
- Бхарат Бхушан[англ.] — Мирза Галиб
- Сурайя[англ.] — Моти / Чаудхвин
- Нигар Султана[англ.] — жена Мирзы
- Дурга Кхоте[англ.] — Амма, мать Чаудхвин
- Ифтехар[англ.] — Бахадур Шах II
- Мурад[англ.] — муфтий Садруддин
- Ульхас — котвал Хашмат Хан

## Производство и реакция зрителей
Предыдущий фильм Сохраба Моди Jhansi Ki Rani потерпел неудачу в прокате, несмотря на то, что был первый индийский фильм в формате «Техниколор», снятый на киноплёнку 35-мм. В «Мирзе Галибе» Моди вернулся к чёрно-белому формату. Сценарий был основан на неопубликованном романе Саадата Хасана Манто, адаптированном Раджиндером Сингхом Беди (диалоги) и Дж. К. Нанда.
Успех «Мирзы Галиба» помог режиссёру вновь «вернуться на сцену». Актриса Сурайя показала в фильме прекрасную актёрскую игру, сделав живой и яркой роль куртизанки-возлюбленной женатого Галиба. Она также исполнила в фильме несколько из своих лучших песен: «Aah ko Chahiye Ek Umar», «Nuktacheen Hai Gham-e-Dil», «Dil-e-Nadan Tujhe Hua Kya Hai» и «Yeh Na Thi Humari Kismet», благодаря чему вознеслась на пик своей популярности в качестве звезды пения. Джавахарлал Неру, увидев фильм, был настолько впечатлен, что сказал Сурайе: «Ты заставила душу Мирзы Галиба ожить».
Писатель и кинорежиссёр Ходжа Ахмад Аббас рассказывая о фильме отметил, что он не только знакомит с лирическими произведениями Мирзы Галиба, к тому же в великолепном исполнении, а также «воссоздает культуру и образ жизни Дели конца эпохи царствования Великих Моголов».
Т. М. Рамачандран в своей книге 70 Years of Indian Cinema назвал фильм вехой в истории кино и «лучшим художественным фильмом» 1954 года.

## Награды
- Национальная кинопремия за лучший художественный фильм[9]
- Национальная кинопремия за лучший фильм на хинди[9]
- Filmfare Award за лучшую работу художника-постановщика — Руси Бенкер[10][11]